# 森萬里子
森萬里子（日语：／，1967年—），為日本知名當代藝術家。

## 生平
1967年出生於東京，父親森敬是一位發明家及工程師，母親森洋子是歐洲藝術史學家。森萬里子在1980年就讀東京文化服裝學院（Bunka Fashion College）時，曾當過時裝模特兒。1989年，她搬到倫敦，在柏亞姆肖藝術學校（Byam Shaw School of Art）和切爾西藝術與設計學院（Chelsea College of Art and Design）學習；1992年畢業後，她去到紐約參與惠特尼美國藝術博物館（Whitney Museum of American Art）的獨立研究計畫。因為工作的關係，使她長期穿梭於倫敦、紐約和東京三座城市之間。

## 早期作品
森早期的創作雖然參考的是傳統的日本文化和古代歷史，但卻是以未來的主題和人物為其特點。而她早期的攝影作品則深受角色扮演文化的影響，例如在她的視頻和攝影作品中經常出現神奇的神靈、機器人、外星生物和宇宙飛船等，其中有些角色是她自己穿著各式各樣的自製服飾來扮演的。
雖然她作品的場景奇幻且具有未來感，但她在其中所扮演的角色往往是傳統的，女性化的角色，如作品《Tea Ceremony》中的女服務員，《Pure Land》中未來版本的佛教女性神靈吉祥天女，或《Birth of a Star》裡日本的流行女歌星。
森萬里子將她對意識和死亡不斷的探究追尋歸咎於她二十出頭時曾經歷過幾個小時的睡眠癱瘓症（夢靨），那時她不確定自己是活著還是死了。
綜觀森萬里子的整個職業生涯，她醉心於對技術及靈性的迷戀，並以技術作為超越和改變自我及意識的手段。

## 展覽和作品
森的早期作品，如：《Play with Me》，是以她自身為主題，在日常生活場景中扮演一個性感的、擁有高科技的宇宙人。
東方神話與西方文化並存是森萬里子作品裡一個共同的主題，通常是藉由影像合成和數位成像的技術來達成，例如她在1995年創作的裝置藝術《Birth of a Star》。而之後的新作品，如《Nirvana》裡她女神的裝扮，則是透過新的影像技術讓視覺效果超越之前的作品，背景部分也捨棄了現實城市的場景，而以外星場景取代。
《Play With Me》（1994年）：森萬里子站在東京一家玩具店外面，把自己裝扮成一個人形機器人，綁著淡藍色的長髮馬尾，穿著金屬光澤的藍色硬殼塑料上衣，銀色塑膠手套和連衣裙。森的裝扮類似店內出售的玩具，因此並沒有引起經過她身邊的路人太多的注意。
《Subway》（1994）：森站在一輛東京地鐵的車上，像剛從外太空降落的太空人。她穿著銀色金屬質感的服裝，前臂上戴著耳機、麥克風和控制按鈕。這種差異化與《Play With Me》一樣，都是想探索不同裝扮間所得到的身份認同。
《Empty Dream》（1995）：是森在一座公共泳池所策劃拍攝的作品，她在場景中的幾個位置巧妙地置入她穿著藍色美人魚服裝的照片，使作品看起來既真實又虛幻。另外這件作品亦涉及以生物科技作為開啟人類科技與哲學思想興起之工具。
《Oneness》（2002）：展現出結合靈性、攝影和時尚等多種層面，能讓人深入了解藝術家獨創性的技巧，該作品亦是最新科技趨勢的應用。《Oneness》外觀設計的象徵意義在於凝聚力量，不過它的功用卻是運用先進科技知識，將力量轉化為某種神秘及不明飛行物的能量。
在《Oneness》中你可以找到一些子作品，例如《Wave-UFO》，一個重達6千公斤的圓頂容器，訪客一旦進入其中，就可以在《Wave-UFO》內部圓頂上看見由電腦生成的圖片轉化成各式影像的投影。《Wave-UFO》的創作概念和原型設計都是森在紐約切爾西Eyebeam Art +技術中心常駐時所完成的。
《Rebirth》是一個橫跨數年的作品展，首次是在倫敦皇家藝術學院展出，2013年後移至紐約日本文化協會續展。該展覽的作品風格被認為是與她之前作品風格完全不同，原因是因為在其中展出的作品幾乎沒有用到現代科技的影像處理技術及受當代藝術的影響。在這個系列中有一個例子就是《Flat Stones》，它是一個使用許多陶瓷岩石所排列出來的作品，而排列的形式則類似於發現於北海道的繩紋時代（Jomon）考古遺址。

## Faou 基金會
2010年，森萬里子成立了501(c)(3)非營利組織Faou基金會（「Faou」這個詞是由森萬創造的新詞，意為「永恆之光」），森萬里子被列為該組織的創始人兼總裁。Faou基金會受到佛教和生態思想的啟發，其目標是要在世界上六個地點設立裝置藝術，以表達對這些地區自然環境的敬意。

## 外部連結
- Mariko Mori at Streaming Museum （页面存档备份，存于）
- Exclusive Mariko Mori video
- Her sculpture Tom Na H-iu （页面存档备份，存于）, driven by the Super-Kamiokande neutrino observatory
- 森万里子：从时尚叛逆女孩到轮回宇宙探索者 （页面存档备份，存于）
- 森万里子（Mariko Mori）
- Shibuya River Mori Profile （页面存档备份，存于） with links
- Tea With Mariko （页面存档备份，存于） at artnet.com
- Mariko Mori compared to Salvador Dali
- Mori profile at deitch.com
- Oneness exhibition at deitch.com
- Wave UFO at Eyebeam at eyebeam.org
- Mariko Mori: Dream Temple, 22 May – 15 Jun 1999, Fondazione Prada, Milan, Italy （页面存档备份，存于）
- Mariko Mori, Flatstone, exhibition, 28 March - 27 April 2013, de Sarthe Gallery, Hong Kong